# Ángel Amorós Riquelme
Ángel Amorós Riquelme (Murcia, 1956) es un actor y locutor español. 
Desde 1972 se vinculó a diferentes grupos y compañías locales en su Murcia natal: Anatema, Teatro Universitario de Murcia, Teatro del Matadero, Compañía Julián Romea, Teatro del Viaje y otros. En 1982, durante su primera gira por América, obtiene el primer premio de interpretación masculina profesional en el Seventh Siglo de Oro Drama Festival Chamizal National Memorial de El Paso (Texas, EE.UU, por su interpretación del personaje Don Lucas, en la comedia barroca Entre bobos anda el juego, de Francisco de Rojas Zorrilla.
Se traslada a Madrid en 1987, donde alterna su trabajo como actor en teatros comerciales, institucionales (Compañía Nacional de Teatro Clásico, Teatro Español, Centro Dramático Nacional…) e independientes. Trabaja para la televisión y el cine, y comienza su colaboración en el mundo de la posproducción de audio: doblaje de películas, series y videojuegos; locución de documentales, publicidad…
Autodidacta de origen, ha ido completando su formación -entre otros maestros- con Jorge Eines, Guillermo Heras, Carlos Gandolfo, Toby Robertson, Esteve Grasset, Dina Rot, Jesús Esperanza, Joaquín Campomanes, Salvador Arias, Ana García Castellano. Tiene estudios de Literatura y Lingüística en la Universidad Complutense de Madrid y en la UNED.
Ha trabajado, entre otros directores, a las órdenes de Pilar Miró, María Ruiz, Mauricio Scaparro, Adolfo Marsillach, Manuel Canseco, Ignacio García, Gustavo Pérez Puig, Juan M. Gómez… y ha intervenido en -al menos- diez ediciones del Festival Internacional de Teatro Clásico de Almagro, así como en los festivales de Mérida, Olite, y Alcántara.

## Trayectoria cinematográfica
(Largometrajes) Martín H, de Adolfo Aristaráin, Un franco, catorce pesetas, de Carlos Iglesias, La suerte dormida, de Ángeles González Sinde, Camarón, de Jaime Chávarri, La rosa de nadie, de Ignacio Oliva, Terca vida, de Fernando Huertas, Zapping, de J.M. Chumilla, Papa Piquillo, de Álvaro Sáez de Heredia, Alma gitana, de Chus Gutiérrez. 
(Cortometrajes): Pies de zorro, de Ignacio Oliva, La isla de papel, de Ignacio Oliva, El ángel de la muerte, de J.M. Humilla, Tiempo, de E. Ruiz.

## Trayectoria teatral
Extraños en un diván, Frankenstein, Último viaje de Antonio Machado, Flor de Otoño, La venganza de don Mendo, Don Juan Tenorio, Historia de un caballo, Misericordia, Crimen perfecto, El cerco de Numancia, El anzuelo de Fenisa, María Estuardo, La Taberna de los Cuatro Vientos, Tristana, El vergonzoso en palacio, La Chunga. (Dirección y adaptación): Don Diego de noche.

## Trayectoria como actor de doblaje
Águila roja, La que se avecina, Hospital Central, Hispania, Aquí no hay quien viva, Cuéntame, Física o química, Sin tetas no hay paraíso, Herederos, La familia Mata, Harry Potter y la cámara secreta, Harry Potter y la piedra filosofal, Harry Potter y el prisionero de Azkaban, Crónicas de Narnia: El león, la bruja y el armario, El príncipe Caspian, Banderas de nuestros padres.
Series: Los Simpson; Las aventuras de Tintín; Padre de familia; Dexter; Juego de tronos; Boardwalk empire; Los Caballeros del Zodíaco; One piece; Inazuma; Pokemon; Detective Conan; Duck dinasty; Quién da más (Tejas); Pesadilla en la cocina; American chopper; Top gear; Doctor Who, Detective Conan
Videojuegos: Ace Combat: Assault Horizon; Age of Empires III; Crysis; Call of Duty: World at War; Call of Duty: World at War Final Fronts; Call of Duty: Black Ops; Call of Duty: Black Ops II; Call of Duty: Black Ops III; Call of Duty: Black Ops IV; Call of Duty: Modern Warfare 3; Call of Duty: WWII; Assassin's Creed: Revelations; Assassin's Creed III; Assassin's Creed IV: Black Flag; Assassin's Creed: Rogue; Assassin's Creed: Unity; Assassin's Creed: Syndicate; Assassin's Creed: Origins; Assassin's Creed: Odyssey; Assassin's Creed: Valhalla; Demon's Souls (2020); Diablo III; God of War II; God of War III; God of War: Ghost of Sparta; God of War Ascension; God of War  (2018); World of Warcraft; Mafia II; Mafia III; Halo 3; Metro 2033; Just Cause 2; Just Cause 3; Bioshock; Bioshock 2; Bioshock Infinite Panteón marino; Borderlands; Borderlands 2; Cyberpunk 2077; Star Wars: The Force Unleashed; Star Wars: The Force Unleashed II; Star Wars Battlefront 2 (2017); Fallout: New Vegas; Fallout 4; The Witcher; The Elder Scrolls V: Skyrim; Gears of War; Gears of War 2; Gears of War 3; Ghost of Tsushima; Mortal Kombat vs. DC Universe; Darksiders; Killzone 3; Deus Ex: Human Revolution; Driver: San Francisco; Hitman: Absolution; Horizon Zero Dawn; Just Cause 2; Just Cause 3; Far Cry 3; Far Cry 5; F.E.A.R. 3; Dishonored; Dishonored 2; Dishonored: La muerte del Forastero; Wolfenstein: The New Order; Wolfenstein II: The New Colossus; Alien: Isolation; Evolve; Batman: Arkham Knight; Batman: Arkham Origins; Resident Evil: Revelations; Resident Evil: Revelations 2; Diablo III; Resistance 2; Singularity; Prototype 2; Rage; Rage 2; XCOM: Enemy Unknown; Dishonored; La Tierra Media: Sombras de Mordor; La Tierra Media: Sombras de guerra; Mafia II; Mafia III; The Darkness II; Tom Clancy's The Division; Tom Clancy's The Division 2; Empire: Total War; Sid Meier's Civilization V; Anno 1404; Battleborn; Neverwinter Nights 2; Heavy Rain.